# Ткаченко Володимир Андрійович
Володимир Андрійович Ткаченко (8 червня 1917 — 1 листопада 1997) — учасник німецько-радянської війни, повний кавалер ордена Слави.

## Біографія
Народився 8 червня 1917 року у селі В'язовець Червоноармійського району Житомирської області України у селянській родині. Українець. Освіта — 7 класів. Працював у колгоспі.
У Червоній Армії з 1937 року. У боях Великої Вітчизняної війни з грудня 1941 року. Член ВКП(б) з 1942 року.
Командир гармати 823-го артилерійського полку (301-ї стрілецької Сталінської ордена Суворова 2-й ступеня дивізії 9-го Червонопрапорного стрілецького корпусу 5-ї ударної армії 1-го Білоруського фронту) старшина Володимир Ткаченко разом з розрахунком 20 серпня 1944 під час прориву оборони противника біля села Кіркаєшти Бендерського району Молдови, подавив два кулемети, протитанкову гармату та знищив понад десяти піхотинців.
25 серпня 1944 поблиуз села Мішково Котовського району Молдови прямою наводкою вразив дві ворожі гаубиці та знищив понад десяти солдатів.
Наказом по 310-й стрілецькій дивізії від 4 вересня 1944 року за мужність та відвагу проявлені у боях старшина Ткаченко Володимир Андрійович нагороджений орденом Слави 3-го ступеня.
2 лютого 1945 року командир гармати 823-го артилерійського полку старшина Володимир Ткаченко перейшов з бійцями ріку Одер біля населеного пункту Ортвіг та успішно відбивав контратаки противника, який за підтримки танків та артилерії намагався повернути втрачені позиції.
4 лютого 1945 року старшина Володимир Ткаченко подавив три кулеметні точки, вивів з ладу танк та багато живої сили ворога.
Наказом по 5-й ударній армії від 29 березня 1945 року за мужність та відвагу проявлені у боях старшина Ткаченко Володимир Андрійович нагороджений орденом Слави 2-го ступеня.
16 квітня 1945 року у бою в районі залізничної станції «Вербіг» населений пункт Нойлангзов, розташований в чотирьох кілометрах на північний схід від німецького міста Зелов, командир гармати 823-го артилерійського полку старшина Володимир Ткаченко влучним вогнем подавив три дзоти, вразив понад десяти противників.
25 квітня 1945 року у вуличних боях у столиці Німеччини Берліні подавив кілька кулеметних точок, спалив дві штурмових гармати, вивів з ладу танк і близько відділення піхоти.
Указом Президії Верховної Ради СРСР від 15 травня 1946 року за зразкове виконання завдань командування у боях з німецько-ворожими загарбниками старшина Ткаченко Володимир Андрійович нагороджений орденом Слави 1-го ступеня, ставши повним кавалером ордена Слави.
У 1947 році старшина В. А. Ткаченко був демобілізований. Жив у Москві. Помер 1 листопада 1997 року. Похований на Мітінському кладовищі у Москві.
Нагороджений орденами Слави 1-го, 2-го, 3-го ступенів, Вітчизняної війни 1-го ступеня, Червоної Зірки,  медалями.